# ارتيت سونثورنفيت
ارتيت سونثورنفيت (بالتايلندية: อาทิตย์ สุนทรพิธ)‏ (19 أبريل 1986 في تايلاند - ) هو لاعب كرة قدم تايلندي في مركز الوسط. شارك مع منتخب تايلاند تحت 23 سنة لكرة القدم ومنتخب تايلاند لكرة القدم. أما مع النوادي، فقد لعب مع نادي تشونبوري وWuachon United F.C. ‏ ونادي شيانج ري يونايتد وChainat Hornbill F.C. ‏.

## وصلات خارجية
- ارتيت سونثورنفيت على موقع الاتحاد الدولي (مؤرشف)  (الإنجليزية)
- ارتيت سونثورنفيت على موقع ناشيونال فوتبول تيمز (الإنجليزية)
- ارتيت سونثورنفيت على موقع Soccerway.com (الإنجليزية)
- ارتيت سونثورنفيت على موقع عالم كرة القدم.نت (الإنجليزية)